# Corre
Corre är en kommun i departementet Haute-Saône i regionen Bourgogne-Franche-Comté i östra Frankrike. Kommunen ligger i kantonen Jussey som tillhör arrondissementet Vesoul. År 2022 hade Corre 594 invånare.

## Befolkningsutveckling
Antalet invånare i kommunen Corre
| Referens: INSEE |